# Universidade de Trieste
A Universidade de Trieste (em italiano, Università degli Studi di Trieste, UNITS) é uma instituição de ensino superior localizada na cidade de Trieste, na Itália, fundada em 1924, como "Real Universidade de Estudos Econômicos e Comerciais", baseada na Scuola Superiore di Commercio, Fondazione Revoltella, que já existia e foi criada com uma doação privada em 1877, quando Trieste ainda estava na Áustria-Hungria, de acordo com a vontade e testamento do Barão Pasquale Revoltella.

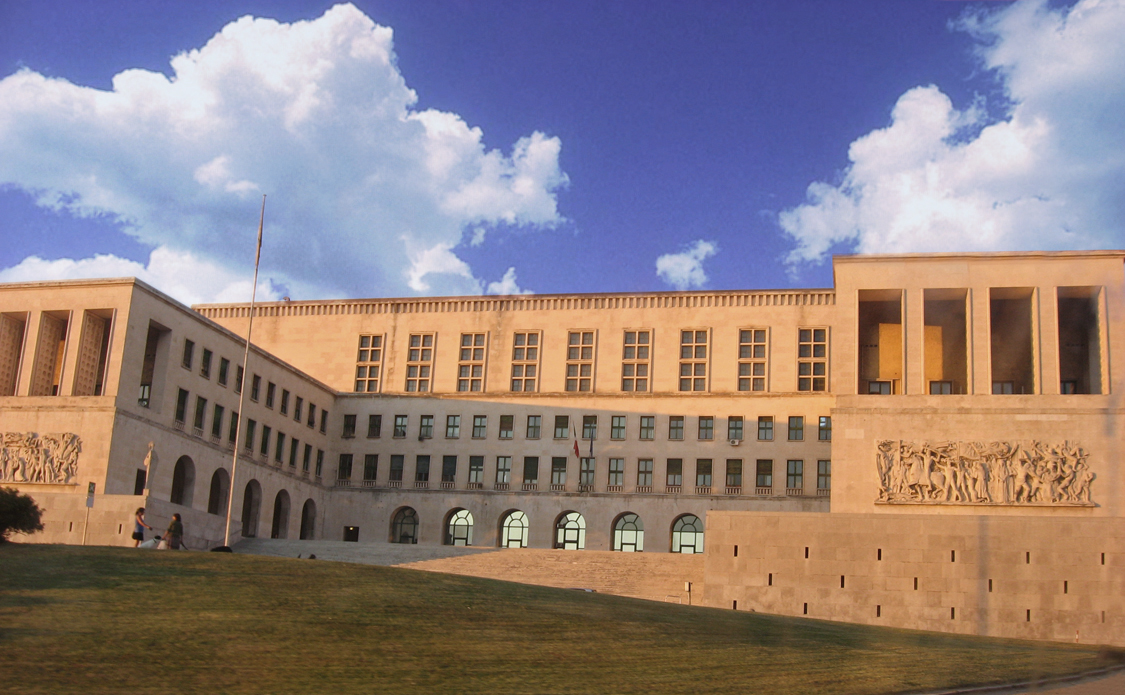
Universidade de Trieste